# Lauter (Oberfranken)
Lauter ist eine Gemeinde im oberfränkischen Landkreis Bamberg, Mitglied der Verwaltungsgemeinschaft Baunach und zählt zur Metropolregion Nürnberg.

## Geographie

### Geographische Lage
Die Gemeinde liegt in der Region Oberfranken-West am Bach Lauter, der in Baunach in den Fluss Baunach fließt.

### Nachbargemeinden
Nachbargemeinden sind (von Norden beginnend im Uhrzeigersinn): Baunach, Oberhaid, beide Landkreis Bamberg, Stettfeld und Ebelsbach, beide Landkreis Haßberge.

### Gemeindegliederung
Die Gemeinde besteht aus sechs Gemeindeteilen (in Klammern sind der Siedlungstyp und die Einwohnerzahlen Stand 1. Januar 2022 angegeben):
- Appendorf (Dorf, 235)
- Deusdorf (Kirchdorf, 287)
- Deusdorfermühle (Einöde, 6)
- Krappenhof (Einöde, 3)
- Lauter (Pfarrdorf, 586)
- Leppelsdorf (Dorf, 65)

Es gibt die Gemarkungen Deusdorf, Lauter, Leppelsdorf und Appendorf.

## Geschichte

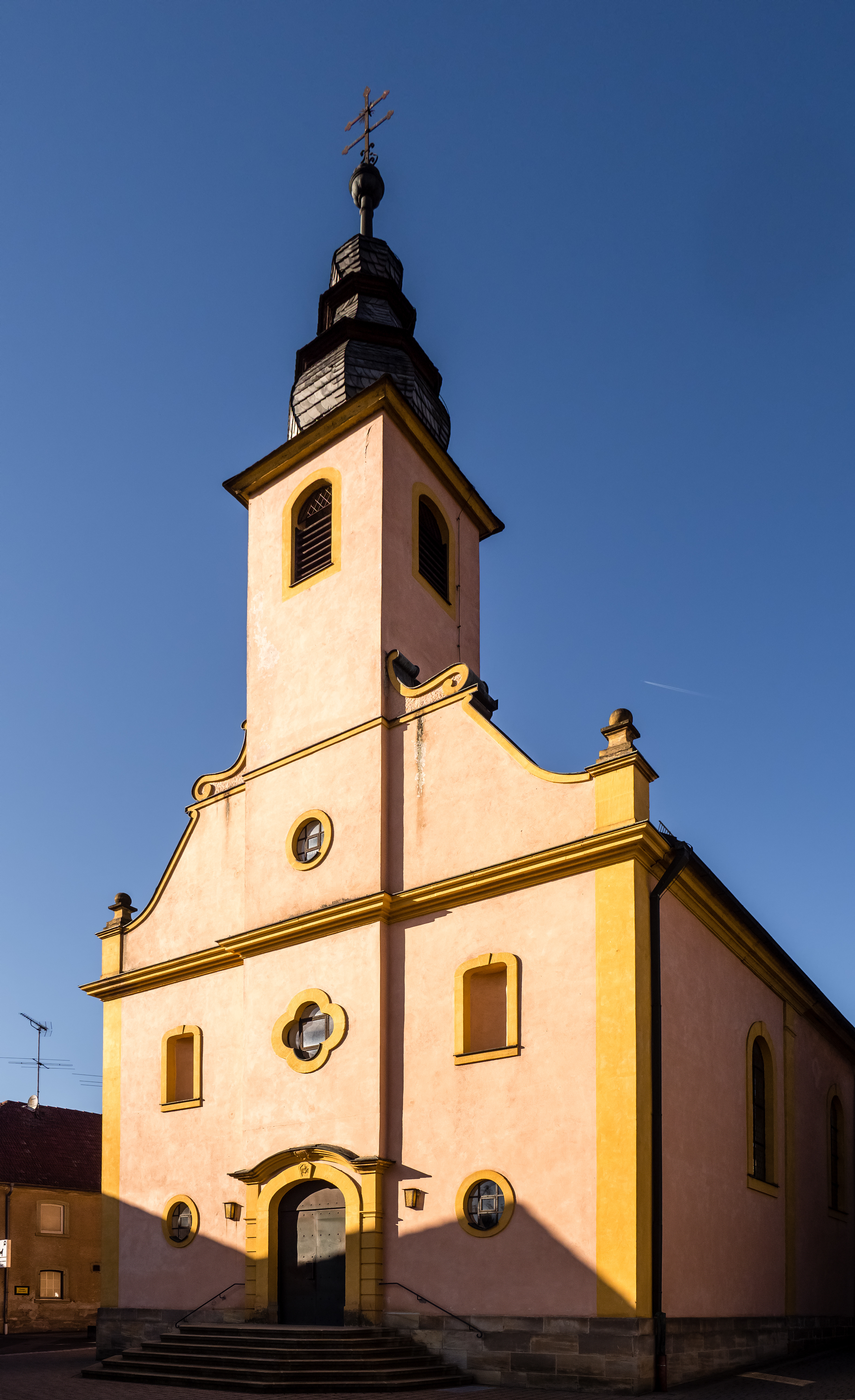
Katholische Pfarrkirche St. Laurentius

### Bis zur Gemeindegründung
Papst Innozenz IV. bestätigte im Jahr 1251 in einer päpstlichen Bulle die in Lauter gelegenen Güter und Privilegien des Klosters Michelsberg. Lauter gehörte zum Hochstift Bamberg und ab 1500 zum Fränkischen Reichskreis. Die Grafen von Truhendingen hatten ihren Sitz auf der bei Lauter gelegenen Stufenburg. Seit dem Reichsdeputationshauptschluss von 1803 gehört der Ort wie weite Teile Frankens zu Bayern (Siehe auch Geschichte Frankens). Im Zuge der Verwaltungsreformen im Königreich Bayern entstand mit dem Gemeindeedikt von 1818 die heutige Gemeinde.

### Verwaltungszugehörigkeit
Am 1. Juli 1972 kam Lauter mit all seinen späteren Gemeindeteilen vom aufgelösten Landkreis Ebern zum Landkreis Bamberg und somit von Unter- nach Oberfranken.

### Eingemeindungen
Im Zuge der Gebietsreform in Bayern wurde ein Teil der Gemeinde Appendorf am 1. April 1971 eingegliedert. Am 1. Mai 1978 kam die 1875 amtlich von Leppelsdorf in Deusdorf umbenannte Gemeinde zu Lauter.

### Einwohnerentwicklung
Im Zeitraum von 1988 bis 2018 wuchs die Gemeinde von 1026 auf 1148 um 122 Einwohner bzw. um 11,9 %.
| Jahr      | 1961 | 1970 | 1987 | 1991 | 1995 | 2000 | 2005 | 2010 | 2015 | 2020 | 2023 |
| --------- | ---- | ---- | ---- | ---- | ---- | ---- | ---- | ---- | ---- | ---- | ---- |
| Einwohner | 1013 | 1000 | 1024 | 1072 | 1103 | 1124 | 1191 | 1135 | 1151 | 1125 | 1203 |

## Religion
Laut Zensus waren am 9. Mai 2011 80,0 % der Einwohner römisch-katholisch und 10,7 % evangelisch-lutherisch. 9,3 % hatten eine andere Religion oder waren konfessionslos.

## Politik und Öffentliche Verwaltung

### Bürgermeister
Erster Bürgermeister ist seit 1. Mai 2020 Ronny Beck (CSU), der sich mit 52,70 % der Stimmen gegen Helmut Hartmann (Freie Wähler) durchsetzte. Sein Vorgänger war Armin Postler (CSU), der 2002 mit 60,89 % der Stimmen gewann. 2008 wurde er mit 85,95 % der Stimmen und 2014 mit 88,16 % wiedergewählt. Postler wurde im Jahr 2002 Nachfolger von Manfred Beierlieb (Freie Wähler), der sich 1996 mit 67,51 % der Stimmen gegen Hans-Jürgen Zitzelsberger (CSU) durchgesetzt hatte.

### Gemeinderatswahlen
Die Kommunalwahlen seit 1996 führten zu den folgenden Sitzverteilungen im Gemeinderat:
| Partei/Liste | 1996 | 2002 | 2008 | 2014 | 2020 |
| ------------ | ---- | ---- | ---- | ---- | ---- |
| CSU          | 06   | 07   | 07   | 08   | 7    |
| Freie Wähler | 06   | 05   | 05   | 04   | 5    |
| Gesamt       | 12   | 12   | 12   | 12   | 12   |

### Verwaltung
Die Gemeinde ist Mitglied der Verwaltungsgemeinschaft Baunach.

### Wappen
| Wappen Gde. Lauter (Oberfranken) | Blasonierung: „In Rot zwei silberne Flüge mit jeweils nach innen wachsenden, bekleideten, silbernen Armen, die den Stil eines senkrecht gestellten goldenen Rostes halten.“ |
| Wappen Gde. Lauter (Oberfranken) | Die beiden silbernen Flügel erinnern an das Kloster Michelsberg. Papst Innozenz IV. bestätigte 1251 die in Lauter gelegenen Güter und Privilegien des Klosters. Der Rost ist das Attribut des heiligen Laurentius, dem die Kirche in Lauter geweiht ist. Die beiden Arme symbolisieren die beiden Orte Lauter und Appendorf. Die Farben Silber und Rot weisen auf die früheren Beziehungen zum Hochstift Würzburg hin, das 1486 eine Messpfründestiftung in Lauter einrichtete. Die Farben Gold und Rot stammen aus dem Wappen der Grafen von Truhendingen. Sie hatten ihren Sitz auf der bei Lauter gelegenen Stiefenburg. Dieses Wappen wird seit 1979 geführt. |

## Wirtschaft und Infrastruktur

### Wirtschaft einschließlich Land- und Forstwirtschaft
Es gab im Jahr 2020 nach der amtlichen Statistik in der Land- und Forstwirtschaft keine und im Bereich Handel und Verkehr 15 sozialversicherungspflichtig Beschäftigte am Arbeitsort. Sozialversicherungspflichtig Beschäftigte am Wohnort gab es insgesamt 515. Im verarbeitenden Gewerbe gab es keine, im Bauhauptgewerbe zwei Betriebe. Zudem bestanden im Jahr 2016 acht landwirtschaftliche Betriebe mit einer landwirtschaftlich genutzten Fläche von 196 Hektar, davon waren 144 Hektar Ackerfläche und 53 Hektar Dauergrünfläche.

### Feuerwehren
Freiwillige Feuerwehren befinden sich in Deusdorf, Lauter und Leppelsdorf. Die Feuerwehr Lauter verfügt über ein Löschgruppenfahrzeug (LF 10), sowie ein Mannschaftstransportfahrzeug (MTF), die Feuerwehr Deusdorf über ein Löschgruppenfahrzeug (LF 8).

### Brauereien
In der Gemeinde besteht keine Brauerei mehr. Die Brauerei Fößel (Välta) in Appendorf schloss im Jahr 2016.

### Bildung
Es gibt in Lauter den Caritas-Kindergarten St. Laurentius mit 50 Plätzen und 43 betreuten Kindern. (Stand 2021)

## Sportvereine
Sportvereine sind die SpVgg Lauter, deren Fußballabteilung in der Kreisliga, Kreis Bamberg/Bayreuth spielt, und der Kegelclub Keilschoner Deusdorf.